# Южная Карелия
Южная Карелия (Этеля-Карьяла, фин. Etelä-Karjala, швед. Södra Karelen) — область Финляндии. Состоит из 9 общин. Часть исторической провинции Карелия. Граничит с Россией.
В 2007 году Южная Карелия стала регионом-партнёром Санкт-Петербурга, подписав соглашение о сотрудничестве между Санкт-Петербургом и тремя финскими областями: Кюменлааксо, Южное Саво, Южная Карелия.

## История
До 2009 года область входила в состав губернии Южная Финляндия. С 2009 года губернии были упразднены, однако было создано Агентство регионального управления. Южная Карелия находится в ведении регионального управления Южной Финляндии.

## Муниципалитеты
Южная Карелия включает в себя 2 района и 9 общин (муниципалитетов), двое из которых являются городскими, остальные — сельскими.
| Название                           | Герб | Форма муниципалитета | Население   | Площадь      | Плотность населения | Район        | Основан     |
| ---------------------------------- | ---- | -------------------- | ----------- | ------------ | ------------------- | ------------ | ----------- |
| Лаппеэнранта (швед. Вильманстранд) |      | Столица области      | 73 016 чел. | 1 723,57 км² | 50,92 чел./км²      | Лаппеэнранта | в 1649      |
| Иматра                             |      | Город                | 24 919 чел. | 191,28 км²   | 160,78 чел./км²     | Иматра       | в 1948      |
| Руоколахти                         |      | Община               | 4 760 чел.  | 1 219,85 км² | 5,05 чел./км²       | Иматра       | в 1868      |
| Париккала                          |      | Община               | 4 367 чел.  | 760,71 км²   | 7,38 чел./км²       | Иматра       | в 1635      |
| Тайпалсаари                        |      | Община               | 4 621 чел.  | 761,95 км²   | 13,41 чел./км²      | Лаппеэнранта | в 1571      |
| Луумяки                            |      | Община               | 4 396 чел.  | 859,83 км²   | 5,86 чел./км²       | Лаппеэнранта | в 1642      |
| Савитайпале                        |      | Община               | 3 215 чел.  | 690,56 км²   | 5,96 чел./км²       | Лаппеэнранта | в 1639/1867 |
| Раутъярви                          |      | Община               | 3 032 чел.  | 401,90 км²   | 8,63 чел./км²       | Иматра       | в 1871      |
| Леми                               |      | Община               | 2 864 чел.  | 262,48 км²   | 13,14 чел./км²      | Лаппеэнранта | в 1688/1867 |

## Экономика
ВВП на душу населения области на 2018 год составил 39 453 евро. Это примерно на 7 % меньше, чем в целом по Финляндии  — 42 364 евро.

## Туризм
Туризм является одним из приоритетных направлений развития провинции. Он не только приносит доход и новые рабочие места, но из-за культурного туризма и интереса к традициям и истории происходит развитие сельских регионов.
Благодаря природе, озерам, рекам и островам для развития туризма в Южной Карелии существуют все необходимые условия. Центры провинции постоянно занимаются развитием и расширением предоставляемых услуг. В Лаппеенранте в последнее время уделяется много внимания семейному туризму, а в Иматре – рыболовному.
Наиболее привлекательными факторами можно назвать Сайму, Сайменский канал, старинную Крепость в Лаппеенранте, пороги Иматранкоски, российскую границу, а также близость Выборга и Санкт-Петербурга. Крепость Лаппеенранты и её музеи рассказывают об истории приграничного региона и о развитии пересечения границы на протяжении сотен лет.
Круизы по Сайме и по Сайменскому каналу до Выборга – это уникальная возможность, которую оценили и иностранные туристы. Хорошо оснащенные гостевые порты и причалы привлекают на Сайму мореплавателей из ближних и дальних морей.
В провинции можно отследить историю церкви и местных храмов. Здесь находятся церкви разных веков, разных архитектурных эпох и стилей, разных религий. Наиболее известной, в том числе в международном масштабе, является Церковь Трёх Крестов (фин. Kolmen Ristin kirkko) в Иматре, построенная по проекту Алвара Аалто.
Природа Южной Карелии всегда занимала ключевые позиции в истории туризма. Пороги Иматранкоски и окружающая их местность стали настоящей достопримечательностью страны. Представители российского высшего света и чиновники особо любили приезжать полюбоваться на бурлящие воды грозных порогов. Летом 1772 года в Иматру прибыла с однодневным визитом российская императрица Екатерина Великая. Её поездка из Санкт-Петербурга в Иматру длилась пять дней. Коронованные особы и знаменитости из многих других государств также увековечили своё посещение порогов, оставив автографы на местных скалах.
Серьезное развитие современного туризма началось в XIX веке. Во второй половине XIX века это развитие было ускорено строительством Сайменского канала и железнодорожной линии, связывающей Финляндию и Санкт-Петербург. Уже тогда туристов из далекого Санкт-Петербурга привлекали богатые рыбой воды Вуоксы и Саймы.
На берегу Саймы в Рауха был построен летний санаторий, который быстро разросся и превратился в курорт СПА. Санаторно-курортный комплекс был основан в Лаппеенранте в 1871 году.
Первая мировая война сократила поток туристов из Санкт-Петербурга в регион. Тогда туризм Южной Карелии переживал кратковременный спад. Благодаря стабильности в независимой Финляндии повысился интерес к внутреннему туризму, начало которому было положено в конце XIX века.
Туризм процветал до начала великой депрессии 1930-х годов. Южная Карелия со своей системой Сайменских озёр и легендарными песчаными пляжами Териоки–Зеленогорска была популярным дачным регионом.
Закрытие границ в послевоенный период повлияло на национальный состав потока туристов. Чистая природа и Сайма стали привлекать туристов главным образом из центральной Европы и из Северных стран. Немцы открыли для себя возможности для аренды коттеджей на берегах Саймы.

## Природа
Почва состоит из скалистой основы, на которой с течением времени накопились разные почвенные слои. Структура грунта, очевидно, сформировалась во время последнего ледникового периода при отступлении ледников на северо-запад. Структура сформированного ледниками грунта хорошо различима в природе и ландшафте Южной Карелии.
Самым большим чудом природы Южной Карелии по праву считаются рассекающие провинцию параллельные моренные гряды Салпаусселькя, и их большие боковые морены. Край гряды Салпаусселькя живописно врезается в Сайму в местечке Кюляниеми муниципалитета Тайпалсаари.
Местное многообразие ландшафта и разницы высот являются для юга Финляндии на редкость значительными.
Со скалистыми островами Саймы и пологими участками сосновых лесов контрастируют зоны лиственных лесов Ладожской Карелии в Париккала, Иматре и Лаппеенранте.
Территории Париккала и Раутъярви заметно отличаются от других регионов провинции. Ладожская Карелия оказывает влияние даже на климат. В зонах густых лиственных лесов с огромным многообразием животного и растительного мира находятся наиболее ценные околоводные биотопы.
Ценные в общегосударственном масштабе биотопы и места обитания водоплавающих птиц расположены в Сиикалахти и в Терассиинлахти муниципалитета Париккала, а также в Куоккалампи муниципалитета Руоколахти. Здесь встречаются целые природные биосистемы, находящиеся под угрозой исчезновения: это отдельные виды птиц, стрекоз, бабочек и летучих мышей.
На Сайме и Вуоксе осуществляется проект присоединения уникальных геологических объектов к международной системе Геопарк. Это способствует развитию региона как значимого объекта природного туризма.

## Символика
Южная Карелия имеет свой флаг и герб.

## Региональный союз Южной Карелии
Региональный союз Южной Карелии – ассоциация, включающая в себя 9 органов муниципальной власти, муниципалитетов. Региональный союз несет ответственность, в частности, за региональное развитие и планирование землепользования. Он также содействует развитию экономики и культурной деятельности в регионе. Региональные целевые программы Европейского союза для Южной Карелии были подготовлены с участием Регионального союза.
Союз участвует в подготовке и осуществлении ряда проектов в рамках программ. Региональный союз является членом ряда международных организаций, таких как AEBR (Ассоциация Европейских Приграничных регионов).